# Cases porxades de la Plaça de les Fonts
Les Cases porxades de la Plaça de les Fonts és una obra d'Olesa de Montserrat (Baix Llobregat) inclosa a l'Inventari del Patrimoni Arquitectònic de Catalunya.

## Descripció
Possiblement degudes a l'intent de fer una plaça porxada. L'aspecte de l'edificació és de massís, amb tres grans arcades que suporten l'estructura composta de dos pisos de balcons i forment tres naus cap a l'interior de la planta baixa que precedeix l'entrada a la casa. Altres arcades en sentit transversal componen l'estructura interna del passatge.